# Immaterium
L'Immaterium (chiamato anche Empyreo, Aethyr o, più spesso, Warp) è una dimensione alternativa all'interno dell'universo fittizio di Warhammer 40.000 e, anche se in minor parte, in quello di Warhammer Fantasy Battle.
Superficialmente, è la soluzione di Warhammer 40,000 ai problemi dei viaggi a velocità superiori a quella della luce, un equivalente del popolare concetto di iperspazio nella fantascienza. Visto che l'Immaterium è un dominio di pura energia, non influenzato dalle leggi fisiche, i viaggi interstellari sono possibili attraverso di esso.
L'energia che genera l'Immaterium si pensa sia una diretta conseguenza del pensiero e dell'esistenza delle anime. Considerato come un riflesso oscuro dell'universo materiale, è un oceano di caos, ove le crude emozioni dei viventi prendono forma. Influenzato dalle emozioni e dalle azioni, l'Immaterium è il reame del Caos, casa degli oscuri dei e dei loro seguaci. Si pensa anche che sia il luogo dove riposano gli spiriti dei morti, e può essere considerato l'oltretomba dell'universo di Warhammer 40.000.

## Viaggi nel Warp
Il regno dell'Immaterium, poiché non è solo teorico, può essere usato per comunicazioni e viaggi a velocità superiori a quelle della luce. Grandi quantità di energia sono richieste da un vascello per entrare nell'Immaterium, e mentre vi è all'interno, può cadere in balia delle correnti e delle entità che possono apparire in quella dimensione.
Il tempo inoltre procede in maniera notevolmente più lenta nel Warp rispetto all'universo materiale, creando una sorta di forma di stasi. In tempo reale, i viaggi possono durare mesi o addirittura anni, mentre all'equipaggio e ai passeggeri sembreranno passate solo poche settimane. Il tempo stesso è imprevedibile, data la particolare natura dell'Immaterium, e occasionalmente una flotta di rifornimenti emerge dall'Immaterium, scoprendo che la guerra per cui erano stati spediti è andata persa, o addirittura non è ancora iniziata.

### Necessità dei viaggi nel Warp
Molte cose sono necessarie per viaggiare attraverso l'Immaterium. Principalmente per questo esistono degli antichi macchinari chiamati Campi Gellar, uno scudo psichico che protegge la nave spaziale. Senza questa arcana macchina, le vite di coloro che viaggiano attraverso il Warp sarebbero esposte a molti demoni e creature che vivono all'interno di questo reame corrotto.
Per salti più lunghi di un paio di anni luce, è necessario a bordo un membro dei mutanti psichici chiamati Navigatori. Questi mutanti umani hanno l'abilità di vedere le correnti dell'Immaterium, e sono in grado di guidare una nave alla sua destinazione con un'accuratezza molto più grande rispetto agli umani comuni. In ogni caso, per far sì che un Navigatore compia il suo dovere, egli ha bisogno di un punto di riferimento, che è dato dall'Astronomican. Le regioni estreme e più lontane della galassia interna sono troppo lontane da raggiungere da parte dell'Astronomican, lasciando tali pianeti largamente (se non del tutto) inesplorati dall'umanità.

### Navigatori
Umani mutati a seguito di esposizione al Warp, la loro caratteristica fondamentale, e principale, è il possesso del terzo occhio (anche detto occhio pineale o occhio del Warp) posto al centro della fronte, che consente, viaggiando attraverso il Warp, di poter vedere il Faro generato dall'Imperatore e per questo non perdere la rotta; ciò permette di viaggiare relativamente sicuri (su una nave adeguatamente schermata, benedetta e protetta) attraverso il nefasto e mortifero Immaterium verso una meta prestabilita nello spazio “reale”. La frequente e lunga esposizione al Warp causa un invecchiamento esteriore (ad esempio profonde rughe già presenti anche in giovane età), quando non conseguenze maggiormente rilevanti, come la totale mutazione dell'organismo. L'esposizione al Warp congiunta alla loro singolare natura ed indole li fa apparire strani, eclettici, addirittura folli (se già non lo sono divenuti realmente…). 
I primi Navigatori vennero scoperti fra il Millennio 22 e 25 (qualcuno afferma entro M20), a seguito della scoperta degli acceleratori Warp e della comparsa e scientifico riconoscimento degli psionici come esseri mutati (fra gli umani e non), avvenuta fra i Millenni 18 e 22. Esistono varie Casate di Navigatori, spesso in competizione tra loro (competizioni che a volte possono sfociare in guerra aperta), ma ciò nonostante i Navigatori sono tutti imparentati tra loro: sono ammessi solo matrimoni tra famiglie di Navigatori, al fine di conservare la purezza del loro sangue e il dono che posseggono (nessun Navigatore può sposare qualcuno entro la sua famiglia per evidenti ragioni di purezza della razza, anche se per certo ciò è a volte accaduto). Tutte le unioni sono combinate per conservare le linee di sangue: ci sono appositi volumi genealogici che riportano i caratteri buoni o cattivi, forti o recessivi, di ogni ceppo famigliare. Dunque i Navigatori si riproducono alla stregua degli animali domestici (bovini, cavalli, cani ecc…), con un basilare sistema di selezione genetica. Le famiglie di Navigatori sono persino più antiche, e di molto, dei Capitoli degli Space Marine.
Il valore dei Navigatori è essenziale per l'Imperium: senza di loro, i viaggi più lunghi nel Warp sarebbero impossibili, e il commercio galattico sarebbe ridotto a viaggi fra le sole stelle più vicine.

### Pericoli dei viaggi nel Warp
L'Immaterium è lontano dall'essere un posto sicuro attraverso cui viaggiare. Grandi correnti e tempeste possono spingere le navi stellari in aree della galassia non segnate sulle mappe e rendere impossibili i viaggi verso alcune regioni. Le Tempeste del Warp, che durano anche decenni o secoli interi, possono isolare settori e lasciare flotte arenate nell'universo materiale. Ancora peggio, le navi possono trovarsi arenate all'interno dell'Immaterium stesso, un terribile destino per i loro occupanti, che diventerebbero gingilli nelle mani delle tetre creature che abitano quel reame diabolico. A volte una nave può riemergere dal Warp dopo secoli, avendo vissuto poco più di qualche giorno a bordo, mentre altre flotte spariscono senza lasciar traccia.

### L'analogia delle correnti rapide
Una comune spiegazione di come funzioni il Warp è quella di una corrente rapida, dove il mondo materiale è un molo: lanciando un corpo nella corrente, esso potrà viaggiare molto più velocemente di qualcuno che cammina semplicemente sul molo, ma sarà alla mercé delle rapide (tempeste warp), di zone rocciose (demoni etc) e dell'acqua. 

## Il Reame del Caos
I poteri del Caos e dei suoi servitori notoriamente risiedono nell'Immaterium. I Demoni sono in grado di esistere solo nell'Immaterium, nonostante alcune condizioni ne permettano manifestazioni nel reame materiale. L'Immaterium è da dove i servi dei quattro Dei Oscuri (Khorne: il Dio del Sangue, Slaanesh: l'Oscuro Principe del Piacere, Tzeentch: l'Architetto del Fato, e Nurgle: il Signore del Decadimento) guadagnano il loro potere, e i loro seguaci compirebbero qualunque azione per aumentare questo potere poiché questo aumenta con le emozioni dei mortali.
Assieme ai poteri del Caos, l'Immaterium è popolato da molte strane creature, tra le quali delle presenze conosciute come Divinità Minori. Esse vengono formate dalle energie vaganti del Warp generate dagli incubi delle specie senzienti, e vagano per l'Immaterium come squali. Esse possono cambiare aspetto a piacimento, e sono in continua caccia di anime deboli di cui cibarsi.

## Il Reame psichico
L'Immaterium è una dimensione dello spirituale, creata e influenzata dalle azioni e dalle emozioni dei mortali. La mente di ogni creatura senziente lascia un'impronta all'interno dell'Immaterium, e nonostante la firma di una mente sia quasi insignificante, quando i segni di un'intera razza sono combinati, essi hanno un gigantesco impatto sulla reale natura del Warp; questo dovrebbe implicare che l'Immaterium non sia caotico per natura, ma che sia stato reso così dal caos e dalla guerra del mondo materiale. Quando un'emozione o una fede cresce abbastanza, essa diventa una delle abitanti del Warp. Molte di queste presenze svaniscono quando l'emozione che le ha generate viene meno, ma le più forti diventano autonome, spandendosi e raccogliendo l'energia da quegli eventi che le garantiscono forma e potere. La più forte di queste entità diviene un dio associato ad un gruppo, e quasi ogni singola razza o forza di volontà è rappresentata, che si tratti del Caos, Eldar, Orki, o umani.

### Psionici
Le abilità degli individui psichicamente donati, noti come psionici, sono alimentate dalle energie del Warp, e quando un'azione simile è intrapresa, i demoni e le creature dell'Immaterium sono attirate dalla mente dello psionico come insetti verso una luce. Coloro che sono allenati all'utilizzo delle arti psioniche sono in grado di resistere a queste incursioni con una certa abilità, ma la più grande paura dell'Inquisizione è che uno psionico non allenato dal sufficiente potere divenga l'obiettivo di una possessione demoniaca.

### Psionici inWarhammer 40000
Gli psionici sono mutanti (non solo umani, molte razze e specie ne sono “affette”), essi possiedono abilità della mente, molteplici e differenti in ordine e grado, sono in grado di piegare, influenzare, distorcere, percepire, comunicare, ecc… con e attraverso gli esseri viventi e con e per mezzo della materia circostante e non solo. L'origine e il funzionamento di tali abilità non è del tutto chiaro, ha origine da e per mezzo del Warp; esiste comunque un'ampia letteratura sulla casistica, le potenzialità e modalità d'uso delle abilità e arti psioniche. Molto comunque è legato e dipende dalle soggettive disposizioni ed indole dei soggetti psionici.
Esiste una classificazione dei livelli di uno Psionico: Apex, Alpha Plus, Alpha, Beta, Gamma, Delta, Ipsilon etc… seguendo l'ordine alfabetico greco. 
Un livello Delta è in grado di leggere, simultaneamente, le menti di buona parte degli abitanti di una grande città, oppure spezzare la vita di un uomo da dietro una parete in pochi secondi. I livelli eccelsi di psionici sono estremamente potenti e da non considerare con leggerezza. Uno psionico di livello Alpha Plus possiede un grottesco potere, ad esempio è in grado di rivoltare un uomo come un calzino, abbattere un Titano da battaglia con un semplice movimento del polso o distruggere interi mondi sebbene non intenzionalmente, così come mormorare follemente e rivolgersi un'arma contro in un eccesso di follia o essere responsabile dello sterminio di un intero reggimento della Guardia Imperiale. Comunque, la letteratura si presenta discordante relativamente alla descrizione dei livelli più elevati di psionici. È comunque opinione consolidata che sia difficile controllare livelli superiori di psionici poiché fatti oggetto d'attenzione di demoni del Warp, cosicché gli psionici vengono imbrigliati dal Caos o posseduti, divenendo insani di mente. Unica soluzione, essendo la cattività spesso impossibile da ottenere, è la terminazione dei soggetti psionici più pericolosi e instabili.

## Sovrapposizioni fra Warp e Mondo Reale
In rare occasioni, il reame dell'Immaterium è in grado di farsi breccia all'interno dell'universo fisico. Questi regni da incubo sono talvolta casa dei seguaci del Caos una volta mortali, e sono altrettanto spesso luoghi di titaniche atrocità.
Le sovrapposizioni note sono:
- L'Occhio del Terrore, originatosi quando gli Eldar inavvertitamente causarono la creazione di Slaanesh, ora è la casa delle Legioni traditrici degli Space Marine del Caos e dei loro seguaci.
- Il Maelstrom
- La Tempesta della Furia dell'Imperatore
- Le Rapide di Van Grothe
- La "Perdus Rift"

### Tempeste del Warp
Regioni del mondo materiale possono essere influenzate dalle forze e dai flussi dell'Immaterium. Queste tempeste Warp possono isolare sistemi stellari e settori gli uni dagli altri, rendendo impossibili i normali metodi di comunicazione e trasporto dell'Imperium. Queste tempeste possono durare per periodi estremamente variabili, che vanno dalle settimane ai secoli, e possono occasionalmente farsi breccia nell'universo materiale, creando una sovrapposizione temporanea fra i due mondi.

## Controllare il Warp
Vi sono varie forze che tendono ad evitare che l'Immaterium fuoriesca dai suoi confini e inglobi completamente l'universo reale, tra cui Tzeentch, l'Imperatore, o una creatura nota come "numan" (dalla Trilogia della Guerra dell'Inquisizione). In ogni caso, fonti recenti sembrano affermare che anche le tecnologie anti-psichiche dei Necron contribuiscano a tutto ciò. È anche possibile che le leggi della fisica agiscano come una barriera.
Sarebbe da sottolineare il fatto che l'Immaterium sembra essere rilevante solo nella Galassia della Via Lattea (nonostante il caso dei Tiranidi ponga un dubbio su tutto ciò), e ciò implicherebbe che si tratti di una occorrenza unica, che ci potrebbero essere altre "ombre Warp" di altre galassie, o che il Warp continui anche in queste aree, ma sia disabitato dai Demoni per la mancanza di energia psichica emanata da mortali.
Un paradosso viene allora subito a galla: le entità extradimensionali del Warp sono sostenute dalle menti delle anime dei viventi del mondo fisico. Perciò, cosa accadrebbe al Warp se tutte le vite fossero spazzate via dal collasso della realtà fisica? È noto dal Codex dei Necron che il Warp una volta era un calmo reame di pura energia, ma che l'incontrollata attività psichica e le emozioni degli esseri viventi abbiano 'smosso' il Warp fino a farlo diventare un reame di insanità e pericolo. L'ironia di questa situazione è che gli esseri che cercano di consumare la galassia nel Warp (come le forze del Caos) perirebbero se un simile evento accadesse. Certo, questo potrebbe essere il loro obiettivo, seppur non consciamente.
A questo paradosso inoltre si trova in qualche modo una risposta nella seconda edizione del Codex dei Tiranidi, che include il discorso di un Inquisitore sulla monolitica natura della minaccia Tiranide, e nel quale viene menzionato che perfino le forze del Caos non sarebbero così durevoli, e nel giorno in cui l'umanità cessasse di esistere, lo stesso accadrebbe per il Warp. In ogni caso, tra le molte delle informazioni date dal materiale della Games Workshop, questa è presentata nella forma dell'opinione di un singolo personaggio fittizio, piuttosto che come fatto, lasciando al lettore la possibilità di formare una propria opinione su tutto ciò.